# Ophiopsila squamifera
Ophiopsila squamifera is een slangster uit de familie Ophiocomidae.
De wetenschappelijke naam van de soort werd in 1963 gepubliceerd door S. Murakami.